# Килмарнок (футбольный клуб)
«Килма́рнок» (англ. Kilmarnock Football Club) — шотландский профессиональный футбольный клуб из города Килмарнок. Выступает в шотландском Чемпионшипе. Домашние матчи проводит на стадионе «Регби Парк», вмещающем 17 889 зрителей. «Килли» — старейший на данный момент клуб в высшем дивизионе Шотландии.

## История
Футбольный клуб «Килмарнок» был основан 5 января 1869 года на учредительном собрании в отеле Robertson’s Temperance на Портленд-стрит. Хотя клуб и не был среди членов-учредителей Шотландской футбольной ассоциации в 1873 году, он вовремя к ним присоединился, чтобы принять участие в первом розыгрыше кубка Шотландии 1873/74, и в 1873 году «Килмарнок» принял участие в первом в истории официальном матче кубка Шотландии против ныне несуществующей команды «Рентон». В 1895 году «Килмарнок» вступил в футбольную лигу Шотландии. В 1920 году «Килмарнок» впервые выиграл кубок Шотландии, обыграв «Альбион Роверс» на «Хэмпдене». В 1929 году клуб повторил успех, одержав победу над «Рейнджерс» со счётом 2:0 на Национальном стадионе с 114708 зрителями.
Наибольшего успеха клуб достиг в 1965 году под руководством Уильяма Уодделла. В последний день сезона команда отправилась в гости к «Харт оф Мидлотиан» на стадион «Тайнкасл», где им нужна была победа только со счётом 2:0. «Килмарнок» выполнил поставленное задание и выиграл свой первый и, на данный момент, единственный чемпионский титул.

## Клубный гимн
Болельщики «Килмарнок» взяли песню Paper Roses в качестве клубного гимна. В феврале 2013 года певица Мари Осмонд, автор этой песни, сделала сюрприз болельщикам и выступила на «Регби Парк», после концерта она раздала автографы игрокам и болельщикам.

## Достижения
- Чемпионат Шотландии по футболу:
  - Победитель (1): 1964/65
  - Вице-чемпион (4): 1959/60, 1960/61, 1962/63, 1963/64

- Кубок Шотландии:
  - Обладатель (3): 1919/20, 1928/29, 1996/97
  - Финалист (5): 1897/98, 1931/32, 1937/38, 1956/57, 1959/60

- Кубок шотландской лиги:
  - Обладатель (1): 2011/12
  - Финалист (5): 1952/53, 1960/61, 1962/63, 2001/02, 2006/07

## Форма

### Домашняя
| 2016/17 | 2017/18 | 2018/19 | 2019/20 | 2020/21 | 2021/22 | 2022/23 | 2023/24 | 2024/25 |

### Гостевая
| 2016/17 | 2017/18 | 2019/20 | 2020/21 | 2021/22 | 2022/23 | 2023/24 | 2024/25 |

### Резервная
| 2020/21 | 2022/23 | 2024/25 |

Источники:,